# Paulino de la Fuente
Paulino de la Fuente Gómez (Santander, Cantabria, 27 de junio de 1997), conocido deportivamente como Paulino, es un futbolista español que juega en la demarcación de centrocampista para el Real Zaragoza de la Segunda División de España.

## Trayectoria
Tras formarse en las canteras del Inter de Milán y del Atlético de Madrid, entre otros, en 2017 se incorporó a la disciplina del Deportivo Alavés, llegando a debutar con el segundo equipo el 28 de agosto de 2016 contra el Santutxu F. C. Durante la temporada 2019-20 portaría el brazalete de capitán del Deportivo Alavés "B" en Segunda División B, siendo titular de la mano de Iñaki Alonso e Iñigo Kalderón con el filial babazorro, siendo uno de los referentes en ataque con 7 tantos.
Cuatro años después de haber ingresado en la cantera alavesista y tras 104 encuentros disputados con el filial, ascendió al primer equipo, debutando el 21 de junio de 2020 en la Primera División contra el R. C. Celta de Vigo, perdiendo el partido por 6-0. Además de ese encuentro, también jugó frente al Atlético de Madrid y Getafe C. F.
El 23 de septiembre de 2020 el Deportivo Alavés anunció su traspaso a la U. D. Logroñes de la Segunda División. Firmó por una temporada.
El 1 de julio de 2021 firmó por el Málaga C. F., también de la Segunda División, por dos temporadas. Al finalizar la primera de ellas abonó su cláusula de rescisión para marcharse a C. F. Pachuca, equipo al que ayudó a ganar el Torneo Apertura. En México estuvo un año, ya que en julio de 2023 regresó a España después de fichar por el Real Oviedo en calidad de cedido. En la campaña 2023-24 marcó nueve goles en los 37 partidos que disputó y estuvo cerca de ayudar al conjunto ovetense a conseguir el ascenso a la Primera División.
El 19 de julio de 2024 se anunció su regreso al Real Oviedo para las siguientes dos temporadas. Sin embargo, tras lograr en la primera de ellas ascender de categoría, el 29 de julio de 2025 su contrato fue rescindido. Cuatro días después fichó por el Real Zaragoza.

## Clubes
| Club                 | País   | Año       | Partidos | Goles |
| -------------------- | ------ | --------- | -------- | ----- |
| Deportivo Alavés "B" | España | 2016-2020 | 104      | 24    |
| Deportivo Alavés     | España | 2020      | 3        | 0     |
| U. D. Logroñés       | España | 2020-2021 | 32       | 1     |
| Málaga C. F.         | España | 2021-2022 | 38       | 5     |
| C. F. Pachuca        | México | 2022-2023 | 29       | 2     |
| Real Oviedo          | España | 2023-2025 | 65       | 10    |
| Real Zaragoza        | España | 2025-     |          |       |

## Palmarés

### Campeonatos nacionales
| Título          | Equipo        | País   | Año  |
| --------------- | ------------- | ------ | ---- |
| Torneo Apertura | C. F. Pachuca | México | 2022 |